# Лукина Гора (Вологодская область)
Лукина Гора — деревня в Великоустюгском районе Вологодской области.
Входит в состав Теплогорского сельского поселения, с точки зрения административно-территориального деления — в Теплогорский сельсовет.
Расстояние по автодороге до районного центра Великого Устюга — 64 км, до центра муниципального образования Теплогорья — 6 км. Ближайшие населённые пункты — Деревенька, Еремеево, Гольцово, Конаново.
По данным переписи в 2002 году постоянного населения не было.